# مركز آيتشي للفنون

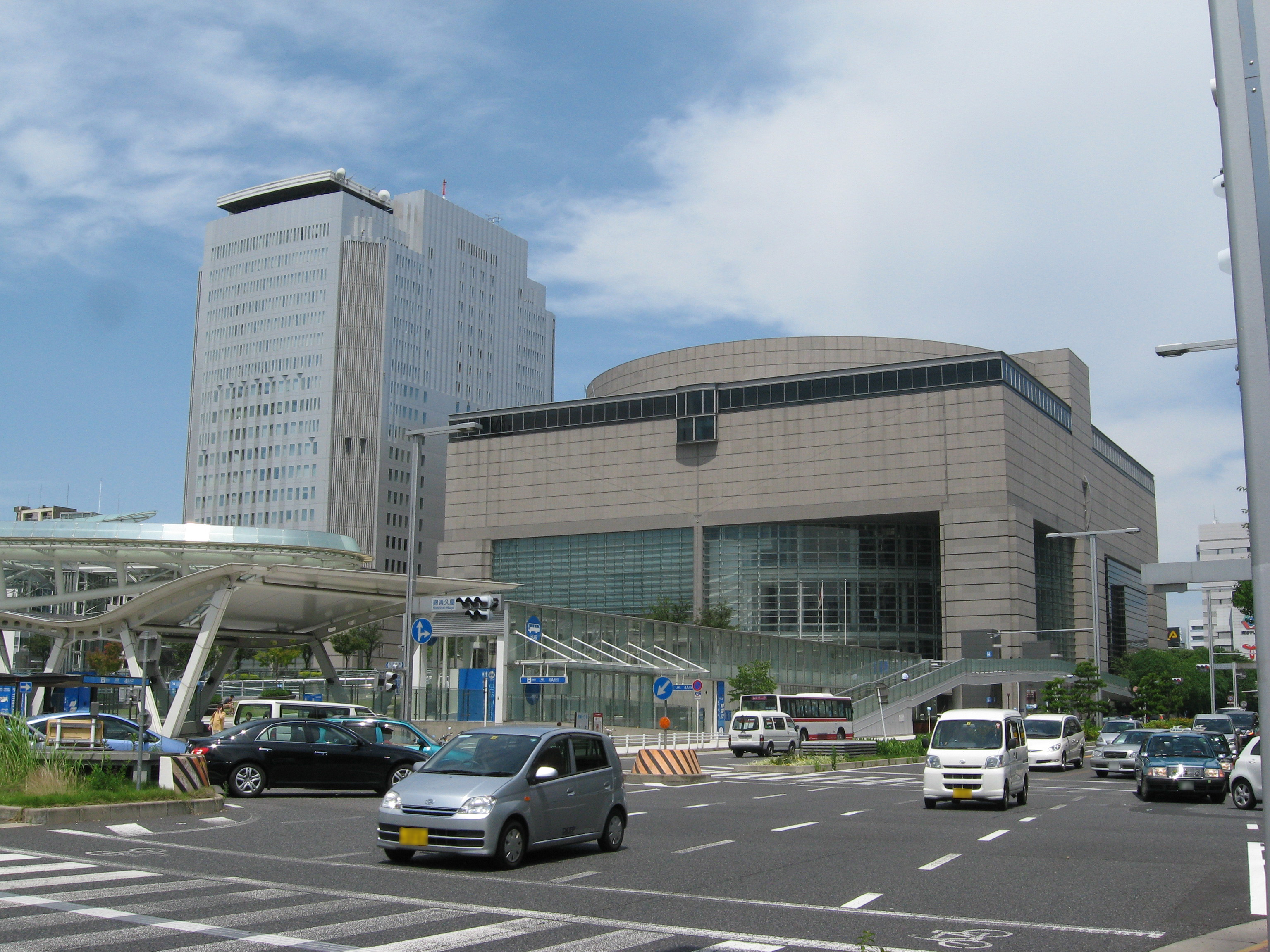
مركز آيتشي للفنون

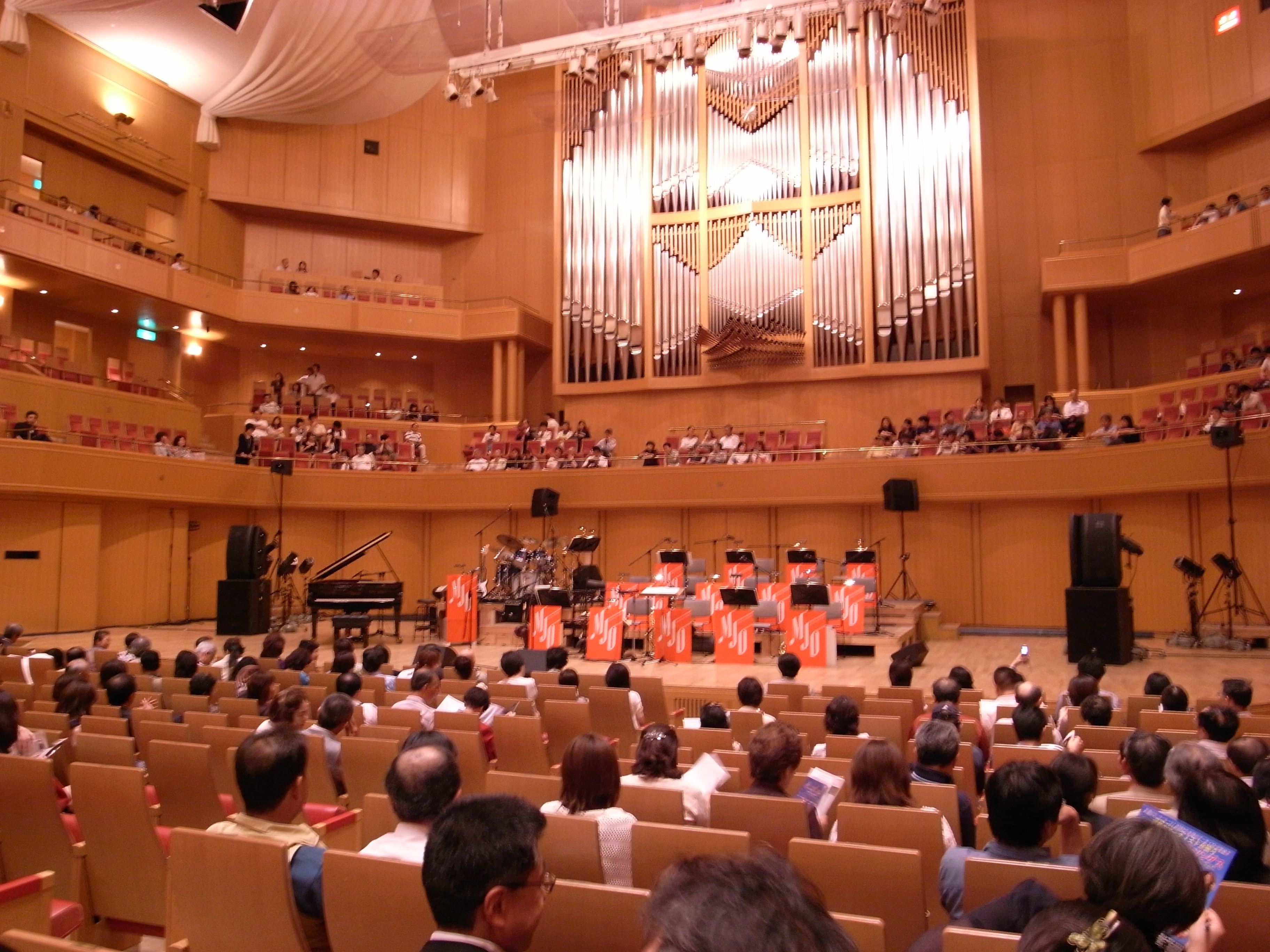
مسرح محافظة آيتشي للفنون المسرحية

مركز آيتشي للفنون (باليابانية: 愛知芸術文化センター Aichi Geijutsu Bunka Senta) هو المسرح الأهم للفنون المسرحية في مدينة ناغويا في مقاطعة آيتشي باليابان.
يحتوي المركز على:
- متحف محافظة آيتشي.
- مسرح محافظة آيتشي للفنون المسرحية.
- قاعة رئيسية.
- قاعة الحفلات الموسيقية.
- مكتبة محافظة آيتشي.

‌